# Bell AH-1 SuperCobra
Il Bell AH-1 SuperCobra è un elicottero d'attacco biturbina basato sul Bell AH-1 Cobra. La famiglia bimotore derivata dal Cobra monomotore originale, include l'AH-1J SeaCobra, l'AH-1T Improved SeaCobra e l'AH-1W SuperCobra. L'AH-1W era la spina dorsale della flotta di elicotteri d'attacco dello United States Marine Corps, ma è stato sostituito nel successivo decennio dall'AH-1Z Viper, versione ulteriormente migliorata e potenziata.

## Storia

### Sviluppo
L'AH-1 Cobra monomotore fu sviluppato nella metà degli anni sessanta come elicottero armato per l'United States Army impegnato all'epoca nella guerra del Vietnam. Il Cobra condivideva il motore, la trasmissione T53 e il rotore con il preesistente UH-1 "Huey".
Nel giugno del 1967 la Bell iniziò la consegna dei primi AH-1G HueyCobra; la produzione andò avanti fino al 1973, per un totale di 1116 unità (e più di un milione di ore di volo in operazioni militari).
L'United States Marine Corps, molto interessato al Cobra, preferiva però un elicottero che fosse bimotore, per una questione di maggiore sicurezza nelle operazioni sull'acqua, e che disponesse di una torretta dotata di un armamento più potente.
Inizialmente, il Dipartimento della Difesa americano si oppose alla fornitura di elicotteri dotati di doppio motore, credendo che ci sarebbero stati più vantaggi nell'avere un unico elicottero in comune tra il corpo dei Marines e l'esercito, piuttosto che supportare differenti versioni. Ma nel maggio del 1968, i Marines riuscirono a stipulare un contratto con la Bell per la fornitura di 49 AH-1J SeaCobra bimotori e nel 1969, come misura temporanea, acquisirono dall'esercito 38 AH-1G.
I SeaCobra vennero equipaggiati con il cannone M197 a canne rotanti calibro 20 mm derivato dall'M61 Vulcan.
Negli anni settanta, le richieste da parte dell'USMC di disporre di una macchina in grado di operare con temperature di esercizio più elevate e con capacità di carico bellico maggiori, portarono la Bell allo sviluppo dell'AH-1T "Improved SeaCobra". Questo elicottero si basava sul modello sperimentale Bell 309 King Cobra, da cui riprendeva gli aggiornamenti negli organi di trasmissione e nel gruppo motori a turbina, divenuto un Pratt & Whitney Canada T400-CP-400 Twin Pac. Strutturalmente, era dotato di una fusoliera e di una trave di coda più lunga. Il SeaCobra "Improved" rispondeva anche ad un altro requisito importante: la capacità di essere facilmente manutenibile. La capacità bellica venne aumentata dotando l'elicottero dei missili TOW, installando il relativo sistema di sensori e acquisizione dei bersagli. Sul finire degli anni settanta, una versione migliorata, denominata AH-1T+, dotata di motori General Electric T700 ed avionica avanzata, venne proposta in vendita all'Iran, ma a causa del rovesciamento del regime dello Scià il contratto di fornitura venne annullato.
Verso gli inizi degli anni ottanta, l'USMC era alla ricerca di un nuovo tipo di elicottero imbarcato, ma nel 1981 il Congresso negò i fondi necessari all'acquisto di tali aeromobili (gli Hughes AH-64 Apache). La scelta ricadde su di una versione ancor più potente dell'AH-1T, il Bell AH-1W "SuperCobra", in grado di impiegare i missili AIM-9 Sidewinder e gli AGM-114 Hellfire ed avente un nuovo sistema di controllo del tiro (Fire Control System). Vennero stanziati fondi per l'acquisto di 179 nuovi elicotteri e 43 kit di aggiornamento dalla versione AH-1T. 
Il primo AH-1W fu consegnato il 27 marzo 1986, mentre l'ultimo nel 1999.
Un dimostratore tecnologico dell'AH-1T+ ed un prototipo dell'AH-1W furono impiegati per testare un nuovo rotore principale sperimentale a quattro pale in materiale composito. Il nuovo sistema migliorava le prestazioni aerodinamiche, riduceva il rumore ed aumentava la capacità di resistenza ai danni subiti in combattimento. Priva di un contratto con l'USMC, la Bell sviluppò con i propri fondi questo nuovo elicottero, denominato AH-1Z "Viper". Il "Viper" oltre ad adottare il nuovo rotore a quattro pale, possedeva un profilo lievemente differente dai suoi predecessori per via delle alette porta carichi bellici; esse erano più grandi e permettevano la possibilità di montare alle loro estremità un missile Sidewinder o un Hellfire.
Poiché nel 1996 i costi di sviluppo per una versione navale dell'Apache (elicottero a cui i Marines puntavano già dal decennio prima), erano ancora troppo elevati, venne siglato un contratto per la fornitura all'USMC degli aggiornamenti necessari per portare 180 elicotteri AH-1W alla versione AH-1Z.
Gli ultimi AH-1W sono stati ufficialmente ritirati dal servizio il 19 ottobre 2020.

## Utilizzatori
Corea del Sud
- Daehanminguk Yuk-gun

 Iran
- Niru-ye Havayi-ye Shahanshahiy-e Iran

 Iran
- Esercito della Repubblica Islamica dell'Iran

9 AH-1J in servizio all'agosto 2021, modificati per lanciare il nuovo missile aria-superficie Qaem-114.
 Taiwan
- Zhōnghuá Mínguó Lùjūn

21 AH-1W consegnati nel 1993. Insieme a questi elicotteri, furono ordinati anche 1000 missili anticarro AGM-114C Hellfire e circa 300 missili aria-aria AIM-9S Sidewinder. Nell'aprile 1995, Taiwan aveva ordinato altri tre lotti di otto AH-1W, portando il totale ordinato a 42. Nel 1997, furono consegnati ulteriori 21 AH-1W, e la consegna di tutti i 21 AH-1W è stata completata nel 2001. Un esemplare è andato distrutto in un incidente il 17 luglio 1999.
 Turchia
- Türk Kara Kuvvetleri

13 AH-1W in servizio dal 1995 al marzo 2022, 10 dei quali trasferiti alla Türk Deniz Kuvvetleri, per essere imbarcati sulla nuova portaeromobili TCG Anadolu.
- Türk Deniz Kuvvetleri

10 AH-1W ex Aviazione dell'Esercito turco ricevuti a marzo 2022.
 Stati Uniti
- United States Marine Corps Aviation

179 AH-1W in servizio dal 27 marzo 1986 al 20 ottobre 2020.
- United States Navy

## Elicotteri comparabili
- Boeing AH-64 Apache
- Denel AH-2 Rooivalk
- AgustaWestland AW129
- CAIC WZ-10
- Eurocopter Tiger
- Eurocopter Panther
- HAL Light Combat Helicopter
- Kawasaki OH-1
- / Kamov Ka-50
- / Mil Mi-24
- / Mil Mi-28